# Премія Ремсена
Пре́мія Ре́мсена (англ. Remsen award) — наукова премія в галузі хімії від Американського хімічного товариства (Мерілендське відділення), яка присуджується щорічно з 1946 року.
Премію було засновано у 1946 році на вшанування пам'яті про американського хіміка, першого завідувача кафедри хімії та другого президента Університету Джонса Гопкінса Айри Ремсена.
Лауреати премії Ремсена — це хіміки, які добились видатних досягнень упродовж довгої та відданої кар'єри, подібно до Айри Ремсена, як представника найвищих стандартів у викладанні та дослідженнях у галузі хімії. Серед нагороджений станом на 2025 рік є 20 нобелівських лауреатів.
Лауреата нагороди щорічно обирає комітет з присудження премії Ремсена, що складається з голови та членів хімічного факультету Університету Джонса Гопкінса. Церемонія нагородження завершується меморіальною лекцією Ремсена, яку виголошує лауреат, після чого йому вручають меморіальну дошку та гонорар.